# Coronini
Coronini là một xã thuộc hạt Caraș-Severin, România. Dân số thời điểm năm 2002 là 1875 người.